# Jan Kårström
Jan Kårström (* 6. Dezember 1944 in Bromma) ist ein ehemaliger schwedischer Ringer, Vize-Europameister 1969 und mehrfacher Olympiateilnehmer im griechisch-römischen Stil.

## Werdegang
Jan „Källe“ Kårström begann als Jugendlicher mit dem Ringen. Er war Mitglied des Västerås Brottningsklubb und konzentrierte sich ganz auf den griechisch-römischen Stil. Bei einer Größe von 1,74 Metern rang er lange Zeit im Weltergewicht (bis 78 kg Körpergewicht) und ab 1969, nach einer Gewichtsklassenreform durch den Internationalen Ringerverband (FILA), im Mittelgewicht (bis 82 kg Körpergewicht).
Seine internationale Karriere begann im Jahre 1965 mit einem Start bei der Weltmeisterschaft in Tampere. Als international relativ unerfahrener junger Ringer kam er dabei im Weltergewicht zu Unentschieden gegen den US-Amerikaner Russell Camilleri und den Japaner Katsusuke Ota. In seinem dritten Kampf verlor er gegen den Türken Sirri Acar, womit er ausschied und auf dem 10. Platz landete.
Auch bei der Europameisterschaft 1967 in Minsk gab er im Weltergewicht wieder eine gute Figur ab. Er rang erneut zweimal „Unentschieden“ (gegen Sandor Kovacs aus Ungarn und gegen Matti Laakso aus Finnland), unterlag aber, wieder in seinem dritten Kampf, gegen den Jugoslawen Milan Nenadić, womit er wieder ausscheiden musste und den 13. Platz belegte. Bei der Weltmeisterschaft des gleichen Jahres in Bukarest gewann Jan Kårström dann überraschend seine erste Medaille. Er siegte dort über Jimmy Martinetti aus der Schweiz und Antal Rizmayer aus Ungarn und rang gegen den mehrfachen Weltmeister Wiktor Igumenow aus der UdSSR unentschieden. In seinem zweiten Finalkampf unterlag er aber gegen den erfahrenen Rudolf Vesper aus der DDR, der wiederum gegen Igumenow verloren hatte. Jan Kårström kam damit hinter Igumenow und Vesper auf den 3. Platz.
Bei der Europameisterschaft 1968 im heimischen Västerås verpasste Jan Kårström im Weltergewicht mit dem 4. Platz knapp eine Medaille, dabei hatte er mit Ion Ţăranu aus Rumänien, Milan Nenadić und Daniel Robin aus Frankreich drei Weltklasseathleten besiegt. Die Medaille kosteten ihm die „Unentschieden“ verlaufenen Kämpfe gegen Matti Laakso und Wladislaw Iwlew aus der UdSSR, denn er schied damit vor dem Erreichen der Finalrunde aus.
Gute Kämpfe lieferte er dann auch bei den Olympischen Spielen 1968 in Mexiko-Stadt. Er blieb dort in vier Kämpfen ungeschlagen. Dabei siegte er über Jimmy Martinetti und Adam Ostrowski aus Polen und rang gegen Milan Nenadić und Sirri Acar unentschieden. Er hatte damit aber die zulässige Fehlerpunktzahl von „6“ überschritten, womit er wieder vor dem Finale ausschied und auf den 6. Platz kam.
1969 belegte Jan Kårström bei der bereits im März stattfindenden Weltmeisterschaft in Mar del Plata im Mittelgewicht einen sehr guten 4. Platz. Ihm gelang dort zwar nur ein Sieg über den US-Amerikaner Philipp Wells, gegen Omar Bliadse aus der UdSSR, Milan Nenadić und Petar Krumow aus Bulgarien, also alles Athleten aus den im Ringen sehr starken Ostblock-Staaten, rang er unentschieden. Einen großen Erfolg landete Jan Kårström bei der Europameisterschaft 1969 in Modena im Mittelgewicht. Er wurde dort nach drei siegreichen Kämpfen und einer Niederlage gegen Milan Nenadić sowie einer Disqualifikation (beide Ringer wurden wegen „Passivität“ disqualifiziert) im Kampf gegen Matti Laakso Vize-Europameister.
Bei der Europameisterschaft 1970 in Ost-Berlin belegte Jan Kårstöm noch einmal den undankbaren 4. Platz. Dabei hatte er Daniel Robin und Rudolf Menzi aus der Schweiz besiegt. Gegen Milan Nenadić, seinem Dauergegner bei internationalen Meisterschaften, verlor er und im Kampf gegen den Bulgaren Dimitar Mantschorow erfolgte wieder eine Disqualifikation beider Ringer wegen Passivität.
Bei den folgenden internationalen Meisterschaften konnte sich Kårström dann nicht mehr unter den zehn besten Ringern platzieren. Bei der Weltmeisterschaft 1970 in Edmonton kam er auf den 11. Platz, bei der Weltmeisterschaft 1971 in Sofia rang er u. a. gegen Kiril Dimitrow aus Bulgarien unentschieden, unterlag aber gegen Reinhold Hucker aus der BRD, womit er in der Endabrechnung auf den 10. Platz kam und bei der Europameisterschaft 1972 in Kattowitz, hier rang er u. a. gegen Peter Nettekoven aus der BRD unentschieden, reichte es wiederum nur für den 11. Platz.
Seine internationale Karriere beschloss er dann bei den Olympischen Spielen 1972 in München. Er rang hier wieder gut und gewann gegen Reinhold Hucker nach Punkten und kämpfte gegen Frank Hartmann aus der DDR unentschieden. In seinem dritten Kampf traf er aber auf den amtierenden Weltmeister Csaba Hegedűs aus Ungarn, gegen den er nach Punkten unterlag, womit er ausschied und den 10. Platz belegte. Csaba Hegedűs wurde Olympiasieger und als bester Ringer des gesamten olympischen Turniers ausgezeichnet.

## Internationale Erfolge
| Jahr | Platz | Wettbewerb                        | Gewichtsklasse | |
| 1965 | 3.    | Klippan-Turnier                   | Welter         | hinter Piotr Starzcynski, Polen u. Harald Barlie, Norwegen |
| 1965 | 10.   | WM in Tampere                     | Welter         | mit Unentschieden gegen Russell Camilleri, USA u. Katsusuke Ota, Japan und einer Niederlage gegen Sırrı Acar, Türkei                                                                                          |
| 1966 | 3.    | Klippan-Turnier                   | Welter         | hinter Stevan Horvat, Jugoslawien u. Andersson, Schweden |
| 1967 | 3.    | Klippan-Turnier                   | Welter         | hinter Stevan Horvat u. Czardybon, Polen, vor Peter Nettekoven, BRD |
| 1967 | 13.   | EM in Minsk                       | Welter         | mit Unentschieden gegen Sandor Kovacs, Ungarn u. Matti Laakso, Finnland und einer Niederlage gegen Milan Nenadić, Jugoslawien                                                                                 |
| 1967 | 3.    | WM in Bukarest                    | Welter         | mit Siegen über Jimmy Martinetti, Schweiz u. Antal Rizmayer, Ungarn, einem Unentschieden gegen Wiktor Igumenow, UdSSR und einer Niederlage gegen Rudolf Vesper, DDR                                           |
| 1968 | 2.    | Turnier in Zella-Mehlis           | Welter         | hinter Rudolf Vesper, vor Gotter, bde. DDR |
| 1968 | 1.    | „Pytlasinski“-Turnier in Warschau | Welter         | vor Batur u. Dubicki, bde. Polen |
| 1968 | 4.    | EM in Västerås                    | Welter         | mit Siegen über Ion Ţăranu, Rumänien, Milan Nenadić u. Daniel Robin, Frankreich und Unentschieden gegen Matti Laakso und Wladislaw Iwlew, UdSSR                                                               |
| 1968 | 6.    | OS in Mexiko-Stadt                | Welter         | mit Siegen über Jimmy Martinetti u. Adam Ostrowski, Polen u. Unentschieden gegen Milan Nenadić und Sırrı Acar                                                                                                 |
| 1969 | 4.    | WM in Mar del Plata               | Mittel         | mit einem Sieg über Philipp Wells, USA u. Unentschieden gegen Omar Bliadse, UdSSR, Milan Nenadić und Petar Krumow, Bulgarien                                                                                  |
| 1969 | 2.    | EM in Modena                      | Mittel         | mit Siegen über Jimmy Martinetti, John Petersen, Dänemark u. Håkon Øverby, Norwegen, einer Niederlage gegen Milan Nenadić und einer Disqualifikation gegen Matti Laakso (beide Ringer wurden disqualifiziert) |
| 1970 | 3.    | Klippan-Turnier                   | Mittel         | hinter Wiktor Igumenow und Peter Nettekoven |
| 1970 | 4.    | EM in Ost-Berlin                  | Mittel         | mit Siegen über Daniel Robin und Rudolf Menzi, Schweiz, einer Niederlage gegen Milan Nenadić und einer Disqualifikation gegen Dimitar Mantschorow, Bulgarien (beide Ringer wurden disqualifiziert)            |
| 1970 | 11.   | WM in Edmonton                    | Mittel         | mit einem Sieg über Matti Laakso und Niederlagen gegen Anatoli Nasarenko, UdSSR und Adam Ostrowski |
| 1971 | 1.    | Klippan-Turnier                   | Mittel         | vor Wiktor Igumenow und Schoberg, Schweden |
| 1971 | 3.    | Nordische Meisterschaft           | Mittel         | hinter Harald Barlie und Matti Laakso |
| 1971 | 10.   | WM in Sofia                       | Mittel         | mit Siegen über Niang, Senegal und Pentti Punkari, Finnland, einem Unentschieden gegen Kiril Dimitrow, Bulgarien u. Niederlagen gegen Reinhold Hucker, BRD und Milan Nenadić                                  |
| 1972 | 11.   | EM in Kattowitz                   | Mittel         | mit einem Unentschieden gegen Peter Nettekoven, einer Niederlage gegen Miroslav Janota, Tschechoslowakei und einer Disqualifikation gegen Matti Laakso (beide Ringer wurden disqualifiziert)                  |
| 1972 | 10.   | OS in München                     | Mittel         | mit einem Sieg über Reinhold Hucker, einem Unentschieden gegen Frank Hartmann, DDR und einer Niederlage gegen Csaba Hegedűs, Ungarn                                                                           |
| 1974 | 3.    | Klippan-Turnier                   | Halbschwer     | hinter Stojan Nikolow, Bulgarien u. Dieter Heuer, DDR |
| 1975 | 2.    | Turnier in Västerås               | Schwer         | hinter Fredi Albrecht, DDR, vor Heinz Schäfer, BRD |

Anm.: alle Wettbewerbe im griechisch-römischen Stil, Weltergewicht, bis 1968 bis 78 kg, danach bis 74 kg, Mittelgewicht, bis 1968 bis 87 kg, danach bis 82 kg, Halbschwergewicht, bis 1968 bis 97 kg, danach bis 90 kg, Schwergewicht, ab 1969 bis 100 kg Körpergewicht